# Ангикуни
Езерото Ангикуни (на английски: Angikuni Lake) е 21-вото по големина езеро в канадската територия Нунавут. Площта му, заедно с островите в него е 510 км2, която му отрежда 92-ро място сред езерата на Канада. Площта само на водното огледало без островите е 437 км2. Надморската височина на водата е 257 м.
Езерото се намира в югозападната част на канадската територия Нунавут, на 52 км югоизточно от езерото Дубонт и на 74 км югозападно от езерото Яткайед. Формата на Ангикуни наподобява „отворена“ на северозапад латинска буква V, като дължината му от изток на запад е 47 км, а максималната му ширина от север на юг – 41 км.
Ангикуни има изключително силно разчленена брегова линия, с безбройни заливи, полуострови, протоци и острови с обща площ от 73 км2.
През езерото протича река Казан, вливаща се в него от запад, изтичаща от източния му ъгъл и вливаща се в езерото Яткайед.
През краткия летен сезон езерото се посещава от стотици от любители на лова и риболова.
Езерото е открито от Самюъл Хиърн, служител на компанията „Хъдсън Бей“, занимаваща се с търговия на ценни животински кожи през 1770 г..
Вторично Ангикуни е открито, изследвано и за първи път картографирано през 1894 г. от канадския геолог и картограф Джоузеф Тирел.